# Замутов
Замутов (слч. Zámutov) насељено је мјесто са административним статусом сеоске општине (слч. obec) у округу Вранов на Топлој, у Прешовском крају, Словачка Република.

## Становништво
| Година:    | 1994. | 2004.    | 2014.    | 2024.   |
| ---------- | ----- | -------- | -------- | ------- |
| Број људи: | 2451  | 2784     | 3116     | 3405    |
| Разлика:   |       | +13,58 % | +11,92 % | +9,27 % |

| Година:    | 2023. | 2024.   |
| ---------- | ----- | ------- |
| Број људи: | 3381  | 3405    |
| Разлика:   |       | +0,70 % |

Према подацима о броју становника из 2024. године насеље је имало 3405 становника.